# Eugenio C. (piroscafo 1928)
L'Eugenio C. (già Cedrus) è stato un piroscafo da carico italiano (ed in precedenza britannico), violatore di blocco durante la seconda guerra mondiale. 

## Storia
Costruito nel 1928 nei cantieri Burntisland Shipbuilding Company Ltd. di Burntisland (numero di cantiere 149), il mercantile, che stazzava 4094 tonnellate di stazza lorda, si chiamava in origine Cedrus ed apparteneva all'armatore Howard Tenens (Bower Shipping), di Londra.
Nel 1932 il piroscafo fu acquistato dalla Buries Markes Ltd. di Londra (si trattò della prima nave di proprietà e gestita da tale società), che nel 1934 (o nel 1935) lo rivendette all'armatore genovese Giacomo Costa, che lo ribattezzò Eugenio C. (nel 1935 Costa acquistò anche il piroscafo gemello Cerarus, ribattezzandolo Enrico Costa) e lo iscrisse, con matricola 1960, al Compartimento marittimo di Genova.
All'ingresso dell'Italia nel secondo conflitto mondiale, il 10 giugno 1940, l'Eugenio C. si trovava ad El Ferrol, sulla costa settentrionale atlantica spagnola, dove venne internato. Nei successivi mesi la nave stazionò inattiva in tale porto. 
Nel frattempo lo Stato Maggiore della Regia Marina propose ed ottenne di mettere a punto un piano per far forzare il blocco alleato da parte dei mercantili rifugiati nelle nazioni neutrali più benevole nei confronti dell'Italia (Spagna, Brasile e Giappone) e farli giungere a Bordeaux, base atlantica italiana (Betasom) nella Francia occupata (o, in altri casi, a Saint Nazaire): le navi sarebbero passate sotto il controllo delle forze tedesche, mentre i carichi (ancora a bordo da quando, dopo la dichiarazione di guerra, si erano rifugiate nei porti neutrali) sarebbero stati trasferiti in Italia via terra. Dopo la trasmissione delle istruzioni da seguire per la partenza ed il viaggio, venne organizzata la partenza dei vari mercantili, iniziando dalla Spagna continentale. Le prime due unità a trasferirsi, tra il 9 ed il 27 febbraio, furono il piroscafo da carico Capo Lena e la pirocisterna Clizia, che si trasferirono rispettivamente da Vigo e da San Juan de Nieva a Bordeaux, con tappa intermedia a Balboa. 
L'Eugenio C. fu la terza ed ultima nave scelta per partire (solo in una seconda fase, infatti, nel 1942, sarebbero partiti anche i piroscafi Drepanum e Fidelitas). Il 13-14 giugno 1941 il piroscafo, al comando del capitano Eugenio Cattarini, si trasferì da El Ferrol a Saint-Nazaire (dove giunse il 14 giugno) senza particolari problemi.
Il mercantile passò quindi sotto il controllo delle forze tedesche, anche se tale processo venne osteggiato dal comandante Cattarini. Mantenendo l'equipaggio italiano, l'Eugenio C. venne impiegato dai tedeschi nel trasporto di minerali dalla Spagna alla Francia e quindi, forzando il blocco britannico del canale della Manica, alla Germania, effettuando diversi viaggi.
In seguito alla proclamazione dell'armistizio (8 settembre 1943) il piroscafo venne catturato dalle truppe tedesche e fu quindi noleggiato da una ditta tedesca, che lo utilizzò ancora nel trasporto di minerali di ferro dalla Spagna alla Francia occupata. 
Alle cinque del mattino del 26 aprile 1944, nel corso di un attacco aereo ad opera di velivoli decollati dalle portaerei britanniche Victorious, Furious e Searcher (insieme alla corazzata Anson ed alle portaerei di scorta Emperor, Pursuer e Striker), l'Eugenio C. venne colpito da bombe e s'inabissò nel fiordo di Bodø, a nord della Norvegia, insieme ai piroscafi tedeschi Lotte Leonhardt ed Itauri.